# 矢代卓也
矢代 卓也（やしろ たくや、1999年7月9日 - ）は、日本の俳優、歌手。劇団番町ボーイズ☆、銀河団 from 劇団番町ボーイズ☆のメンバー、Night Ravensのメンバー。千葉県出身。TDM所属。

## 略歴
2015年、劇団番町ボーイズ☆第１回本公演『MY DOOR～熱～』城井リン役としてデビュー。
2016年、『ミュージカル・テニスの王子様3rdシーズン』の葵剣太郎役として出演。

## 人物
- 趣味はサイクリング[1]。特技はリフティング（サッカー）[1]。
- 中学3年でファッション誌「smart」のモデルオーディションを受け、そこでソニーミュージックのスタッフからレッスンを受けてみないかと誘われたのがきっかけで俳優の道へ[3]。
- 周囲の人からは天然、不思議ちゃんと言われることが多い[3]。
- ミンティアが好きで、よく持ち歩いている。

## 出演

### テレビ番組
- 番町ボーイずん（2016年1月 - 9月、TOKYO MX）[4]
- マル★カツ定食（2016年6月 - 2017年6月、ディズニー・チャンネル）[5]
- テアトル★番町（2017年1月 - 6月、TOKYO MX）[6]
- テアトル★番町W（2017年7月 - 10月、TOKYO MX）

### 舞台
- 劇団番町ボーイズ☆
  - 第1回本公演「MY DOOR ～熱～」（2015年4月24日 - 26日、新宿村LIVE） - 城井リン 役[7]
  - 第2回本公演「MY DOOR 〜熱〜」再演（2015年9月26日 - 27日、青山DDD）- 坂井塁 役[8]
  - 第3回本公演「HOME〜魔女とブリキの勇者たち〜」（2015年11月18日 - 23日、草月ホール） - メロディ 役[9][10]
  - 第4回本公演 with 人狼TLPT S「天下統一恋の乱 Love Ballad 〜序章〜」（2016年10月13日 - 16日、全労済ホール/スペース・ゼロ） - 弥彦 役[11]
  - 第8回本公演「ニーテンナナゴー」（2017年7月27日 - 30日、池袋シアターグリーン BIG TREE THEATER）- 六本木 役[12][13]
  - 第10回本公演「舞台『クローズZERO』」（2017年11月30日 - 12月3日、CBGKシブゲキ!!）- 真中トオル 役[14][15]
  - 劇団番町ボーイズ☆×10神ACTORコラボ公演 スイーツボーイズ3rd「甘くはないぜ!3」（2019年2月2日 - 24日、中目黒キンケロ・シアター 他）- 胡桃柚之介 役[16]
  - 劇団番町ボーイズ☆×10神ACTORコラボ公演 舞台「クローズZERO」（2019年5月23日 - 6月16日、パピヨン24ガスホール 他）- 真中トオル 役[17]
  - 劇団番町ボーイズ☆NEXT 第1回公演「壬生狼ヤングゼネレーション」（2019年8月23日 - 25日、シアター風姿花伝） - 楠小十郎 役[18]
  - 劇団番町ボーイズ☆NEXT 第2回公演「ギブアップダンス!!!」（2021年2月4日 - 7日、中目黒キンケロ・シアター）- 小暮秀太 役[19]
  - 第14回本公演「逃げろ、逃げるな。」（2022年3月11日、CBGKシブゲキ!!） - 日替わりゲスト出演[20]
  - 結成10周年記念公演「蚕は桑の夢を見る」（2024年7月25日 - 8月4日、CBGKシブゲキ!!） - 神原研吾 役[21]
  - 第15回本公演「祈蛸異聞」（2025年10月22日 - 28日〈予定〉、Mixalive TOKYO Theater Mixa） - 志戸茂助 役[22]
- ミュージカル『テニスの王子様』3rdシーズン（2016年12月 - 2020年） - 葵剣太郎 役[23]
  - 青学VS六角（2016年12月22日 - 2017年2月12日、TOKYO DOME CITY HALL）[24]
  - コンサート Dream Live 2017（2017年5月26日 - 28日、横浜アリーナ）[25]
  - 青学VS立海（2017年7月14日 - 10月1日、TOKYO DOME CITY HALL）[26]
  - TEAM Party SEIGAKU・ROKKAKU（2017年10月26日 - 11月5日、AiiA 2.5 Theater Tokyo 他）[27]
  - コンサート Dream Live 2018（2018年5月5日 - 6日・19日 - 20日、ワールド記念ホール 他）[28]
  - 秋の大運動会 2019（2019年10月8日・9日、横浜アリーナ）[29]
  - コンサート Dream Live 2020 ※全公演中止[30][31]
- 舞台『アルカナ・ファミリアEpisode4』（2018年8月18日 - 26日、新宿シアターサンモール）- リベルタ 役[32]
- ぴゅぱミュ『夢幻泡影～第一弾　夢～』（2019年10月30日 - 11月3日、新宿村LIVE） - 松本龍 役[33]
- 舞台TWiN PARADOX「SONG STORY Vol.1～誕生日記念公演～」（2021年3月15日 - 21日、中目黒キンケロ・シアター）[34]
  - 演目A「Departure」 - 矢代卓也 役
  - 演目B「燃えて散った花となれ」 - 宮下 役
  - 演目C「タイムマシン」 - 英雄A 役
- 舞台「ヴァニタスの手記」 - ルイ 役[35]
  - 舞台「ヴァニタスの手記」（2022年1月29日 - 30日、シアター1010）
  - 舞台「ヴァニタスの手記」-Encore-（2023年3月10日 - 12日、サンシャイン劇場）
- 舞台「素敵なカミングアウト」（2024年9月13日 - 23日、浅草花劇場） - 苫米地重彦 役（Team STAR）[36]
- 舞台「青のミブロ」（2025年4月11日 - 27日、EX THEATER ROPPONGI / 4月25日 - 27日、京都劇場） - 彩芽 役[37]

### イベント
- ミュージカル『テニスの王子様』3rdシーズン Thank-you Festival 2020（2020年2月27日、カルッツかわさき ホール）[38][39]

### 配信
- ミュージカル『テニスの王子様』Dream Stream（2020年11月15日 - 21日、SUPERLIVE by OPENREC） - 葵剣太郎 役[40]